# Ctesip
Ctesip, d'acord amb la mitologia grega, fou un heroi grec, fill d'Hèracles i de Deianira. Participà en les campanyes dels Heraclides.